# El mar es de llanto
«El mar es de llanto» es una canción compuesta por Luis Alberto Spinetta. Fue incluida en el álbum Silver Sorgo (2001).
El tema fue estrenado en 2001, en el marco del proceso creativo de Silver Sorgo, marcando una evolución en la experimentación sonora del músico. Durante este período, Spinetta exploró nuevos arreglos que fusionaban el rock argentino con tintes pop y jazzeros, dotando a la canción de un lirismo que evoca la melancolía y la fuerza de la naturaleza.

## Historia
"El mar es de llanto" surge en un momento de renovación creativa para Spinetta, durante la grabación de Silver Sorgo. En este contexto, el compositor se sumergió en la búsqueda de nuevas texturas musicales y propuestas líricas, utilizando la imagen del océano para simbolizar tanto la tristeza como la belleza inherente a lo efímero. Esta metáfora se traduce en un tema que, a la vez que es introspectivo, invita a reflexionar sobre la fragilidad de las emociones humanas.

## El tema
La letra de El mar es de llanto evoca la vastedad del océano como espejo del alma, donde el llanto del mar representa la conjunción de dolor y belleza. Musicalmente, la canción se caracteriza por su dinámica contrastante, en la que se alternan pasajes suaves y momentos de mayor intensidad, logrando una fusión armónica entre guitarras eléctricas, bajo y batería. Esta combinación de elementos crea una atmósfera envolvente y poética, consolidando el tema como uno de los referentes introspectivos de la evolución del rock argentino a principios del siglo XXI.